# Magelang (Kerkap)
Magelang is een bestuurslaag in het regentschap Bengkulu Utara van de provincie Bengkulu, Indonesië. Magelang telt 443 inwoners (volkstelling 2010).